# كاورو يوكوشيما
كاورو يوكوشيما مواليد 11 ديسمبر 1985، هي لاعبة كرة يد يابانية تلعب كمحور. مثلت منتخب اليابان لكرة اليد للسيدات.

## سجل المنافسة
شاركت في البطولات التالية:
- بطولة العالم لكرة اليد للسيدات 2013
- بطولة العالم لكرة اليد للسيدات 2015